# Мотет
Мотетът (на италиански: mottetto; на френски: motet) е многогласно вокално музикално произведение. Жанрът е възникнал през XII век във Франция. Произходът на името е неизвестен. Предполага се, че идва от френски mot – „дума“. Първоначално мотетът се изпълнявал от два гласа, постепенно числото на гласовете нараства, като най-разпространеният вариант е за 4 до 8 гласа.

## Развитие
Средновековният мотет претърпява промени по време на Ренесанса. Името се запазва, но структурата на произведенията се променя и се приближава до тази на мадригалите. През втората половина на XVI век се развива и особен вариант, наречен „Венециански мотет“, който е изпълняван не само от няколко гласа, но и от няколко души.
От своя страна ренесансовите мотети се различават от бароковите. В епохата на Барока понятието мотет обхваща и едногласни творби, наричани Voce sola или petit motet. Във Франция „мотет“ започват да се наричат и просто вокални творби, придружавани от оркестър. Постепенно жанрът замира към края на Барока.

## Представители
- Джовани Пиерлуиджи да Палестрина
- Орландо ди Ласо
- Жан Батист Люли
- Йохан Себастиан Бах